# Amalfi
Amalfi è un comune italiano di 4 616 abitanti della provincia di Salerno in Campania.
Fiorente repubblica marinara in epoca alto-medievale (assieme a Genova, Pisa e Venezia), è altresì nota per aver dato il nome alle Tavole amalfitane, un codice marittimo adoperato in tutta l'area mediterranea dal XII al XVI secolo.
Nel 1997 alla Costiera amalfitana, di cui Amalfi è il principale centro geografico e storico, è stato riconosciuto il titolo di Patrimonio dell'umanità dell'UNESCO.

## Geografia fisica

### Territorio
Amalfi dà il nome all'omonimo tratto della penisola su cui sorge, la costiera amalfitana.
- Classificazione sismica: zona 3 (sismicità bassa), Ordinanza PCM. 3274 del 20/03/2003.

### Clima
Il clima è di tipo mediterraneo, con inverni miti e piovosi ed estati calde e assolate ma quasi mai afose.
In base alla media trentennale di riferimento 1961-1990, la temperatura media del mese più freddo, gennaio, si attesta a +10,7 °C; quella del mese più caldo, agosto, è di +26,8 °C.

## Origini del nome
Il toponimo è di sicura origine romana ma con due ipotesi: a) derivazione da Melfi, città lucana, i cui transfughi giunsero sulla costiera fondando la città; b) derivazione dalla gens romana Amarfia (I secolo d.C.)

## Storia

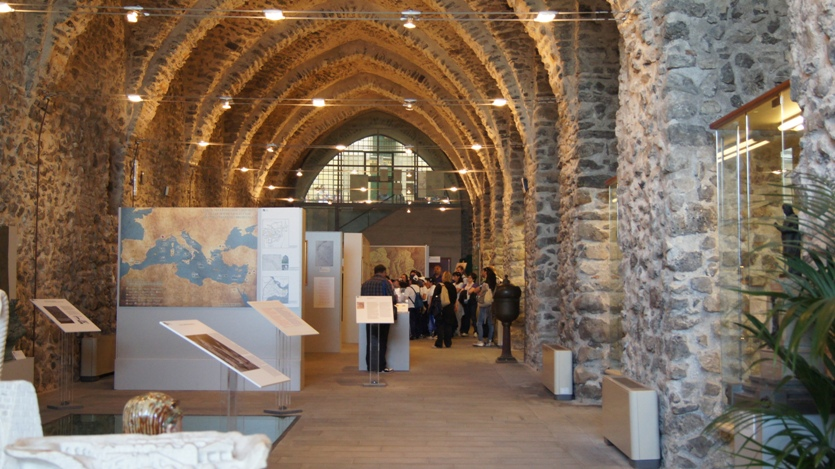
L'antico arsenale di Amalfi

La sua fondazione viene ricondotta ai Romani (il suo stemma reca la scritta Descendit ex patribus romanorum), anche se per il toponomastico Giovanni Alessio potrebbe essere ancora anteriore, risalendo ai navigatori egei in epoca precedente alla Magna Grecia. A partire dal IX secolo, Amalfi divenne la prima repubblica marinara italiana, grazie alla sua posizione inaccessibile sulla scogliera amalfitana, ed entrò in competizione con Pisa, Venezia e Genova.
A riprova dell'influenza amalfitana sull'area, il Codice Marittimo di Amalfi, meglio noto col nome di Tavole amalfitane, ebbe una grande influenza fino al XVII secolo in tutto il Mediterraneo.
Amalfi raggiunse il proprio massimo splendore nell'XI secolo, dopodiché iniziò una rapida decadenza. Nel 1131, quando il suo dominio comprendeva, tra l'altro, i territori e castelli di Guallo, Trivento, Capri, Ravello, Scala, Fratta, Gerula e Pogerula, fu conquistata dai Normanni di Ruggero II d'Altavilla re di Sicilia. Nel 1135 e nel 1137 fu saccheggiata dai Pisani e nel 1343 una tempesta, conseguenza del maremoto causato nel Mediterraneo meridionale dallo Stromboli, e riportato anche dal Petrarca in una lettera da Napoli, distrusse gran parte della città.
Per tradizione, ogni anno un equipaggio di vogatori amalfitani partecipa alla Regata delle Antiche Repubbliche Marinare, sfidando gli armi delle città di Genova, Pisa e Venezia.
Per un errore di interpretazione di un testo latino, che riferiva che l'invenzione della bussola era attribuita dallo storico Flavio Biondo agli Amalfitani, il filologo Giambattista Pio sostenne che la bussola fosse stata inventata dall'amalfitano Flavio Gioia. Nel testo in questione (Amalphi in Campania veteri magnetis usus inventus a Flavio traditur), tuttavia, non bisogna intendere Flavio come l'inventore della bussola, ma solo come colui che ha riportato la notizia: appunto Flavio Biondo. Tuttavia i navigatori amalfitani potrebbero essere stati tra i primi ad usare quello strumento. «Un'antica tradizione amalfitana si riferisce, invece, ad un certo Giovanni Gioia quale inventore dello strumento marinaro».
Particolarmente fiorente nella storia della città, e viva in due cartiere residue sulle molte presenti ed ormai in rovina, è l'industria cartaria, legata alla produzione della pregiata carta di Amalfi. In città infatti è possibile visitare il Museo della Carta di Amalfi.

### Simboli
Stemma
Gonfalone
Lo stemma della città di Amalfi riunisce i tre simboli storici della città.
Una banda rossa in campo d'argento (che dal 1970 è il simbolo della Regione Campania) è ritenuto il più antico emblema amalfitano, il cui sfondo sarebbe stato cambiato in azzurro all'arrivo di Carlo D'Angiò nel 1266.
La croce a otto punte in campo nero è attestata dalla seconda metà dell’XI secolo e ricorda la fondazione dell'Ordine degli Ospitalieri di San Giovanni di Gerusalemme, da parte di Gerardo Sasso, nativo di Scala e primo Gran maestro dell'Ordine di Malta, che la portava posta sull'abito nero proprio dei benedettini.
Il bianco (argento) e il nero nella terza partizione rappresentano il giorno e la notte su cui è raffigurata una bussola che la leggenda vuole sia stata ideata dalla marineria amalfitana verso il 1259 e perfezionata dal navigatore Flavio Gioia di Amalfi. Le quattro ali d'aquila che la circondano simboleggiano i venti principali. Questa immagine fu aggiunta nel corso del XIV secolo; nel XVI divenne il simbolo del Principato Citra e, quindi, di quella che diverrà la Provincia di Salerno che oggi ha adottato come proprio emblema la sola croce a otto punte della Repubblica Marinara, in campo azzurro.

## Monumenti e luoghi d'interesse

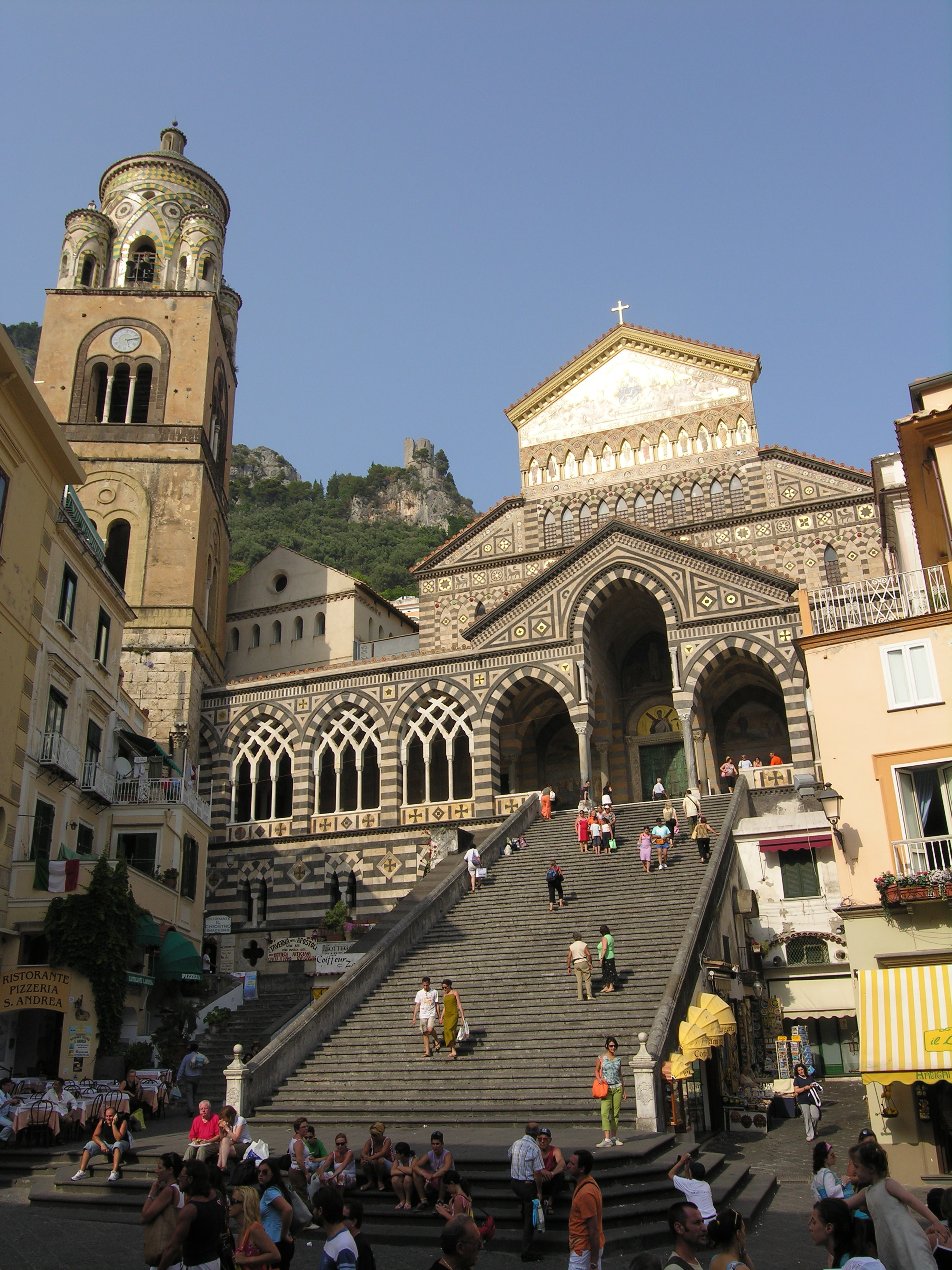
Il duomo di Sant'Andrea Apostolo

### Architetture religiose
- Duomo di Amalfi, edificato da Mansone I di Amalfi a partire dal 987, è in stile barocco e neomoresco: al suo interno viene venerato il patrono della città, sant'Andrea, le cui reliquie sono riposte nella cripta.[13]
- Basilica del Crocifisso, antica cattedrale in stile romanico, conserva resti di affreschi realizzati tra il XIII e il XIV secolo; annesso alla basilica è il chiostro del Paradiso.[14]
- Chiesa di Santa Maria a Piazza, risalente al XV secolo, custodisce un'icona bizantina della Madonna Nera e statua della Madonna di Porto Salvo.
- Chiesa di Sant'Antonio, fondata secondo la tradizione nel 1220 da san Francesco, recatosi in visita alle reliquie di sant'Andrea.
- Chiesa di San Benedetto, costruita nel 1580, conserva un pavimento in cotto policromo.
- Chiesa di Santa Maria Maggiore, conosciuta anche come chiesa Nuova, fu fatta costruire nel 986 dal duca Mansone I.[15]
- Chiesa di San Biagio e San Nicola dei Greci, risalente all'XI secolo; caratterestico il campanile in stile moresco realizzato alla fine del XIX secolo.
- Chiesa dell'Immacolata, conserva un trittico del XVIII secolo raffigurante la Madonna tra i santi Domenico e Filippo e due statue lignee della Madonna e di San Rocco.
- Chiesa di Santa Maria Assunta, edificata tra la fine del XIII e gli inizi del XIV secolo, ha due navate di eguale ampiezza; custodisce un'urna cineraria e un capitello romano di spolio e una tavola del XVI secolo, Assunzione di Maria, opera di Giovanni Angelo D'Amato.
- Chiesa di Santa Maria del Pino, risalente al XIII secolo.
- Santuario della Madonna delle Grazie, venne edificato nel XVI secolo come ex voto a seguito di un'epidemia di peste; conserva un trittico del XVI secolo e statua della Madonna delle Grazie del XV secolo.[16]
- Chiesa di Santa Marina Vergine, con la facciata a doppio ordine di porticati.[17]
- Chiesa di San Michele Arcangelo, ospita una tela della Madonna del Rosario, opera di Marco Pino da Siena.
- Chiesa di San Pietro Apostolo, del XIII secolo, custodiva un crocifisso del XIV secolo, rubato nel 1977 e sostituito con uno realizzato a Ortisei.
- Cappella di San Cristoforo, dell'XI secolo, fu fondata dal duca Mansone II detto il Cieco.

### Architetture civili

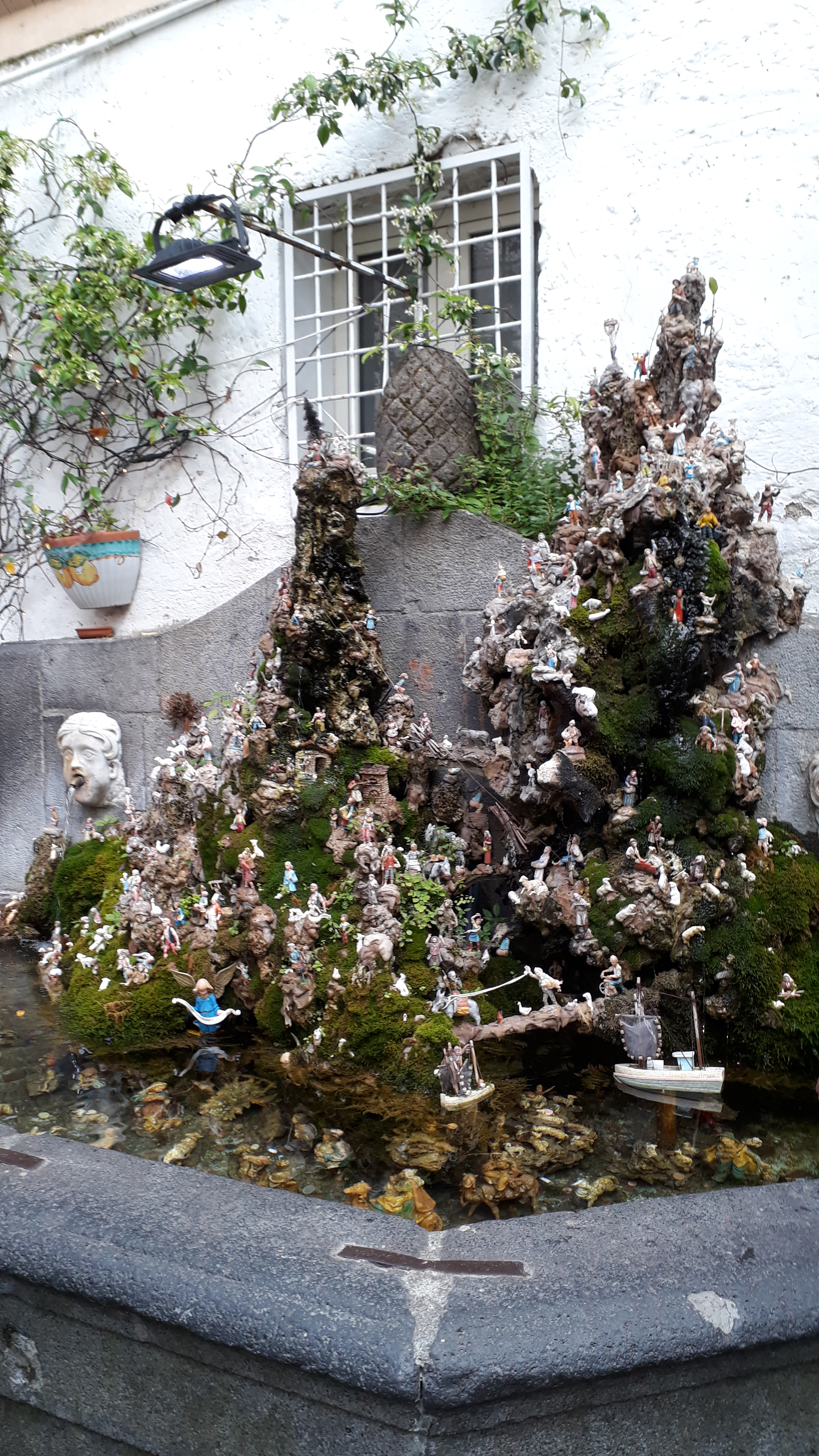
Fontana di Cap 'e Ciuccio

- Fontana di Sant'Andrea, con le sculture marmoree del santo patrono e di divinità marine, scolpite nel Settecento. Originariamente si trovava all'inizio della scalea del duomo, ma all'inizio del Novecento fu spostata dove la si può vedere. L'acqua della fontana sbocca dalle statue marmoree di quattro putti, da quella di Pulicano e da quella di un uccello, sottostanti la più grande statua di Sant’Andrea in croce;
- Fontana di Cap' 'e Ciuccio (testa d'asino), sita poco prima della distrutta Porta dell'Ospedale, limite a nord del paesino. Deve il proprio nome alla tradizione degli abbeveraggi degli asini che scendevano dalla Valle delle Ferriere, da dove proveniva e proviene l'acqua, carichi di frutta, ortaggi e legname. Il presepe vi fu inserito nel 1974 ed è composto di pietre calcaree e tufacee della Valle dei Mulini, oltre che dalle statuine rappresentanti i personaggi tipici del presepe, immerse in gran parte nell'acqua.

### Architetture militari
- Torre di Pogerola, confine sud-orientale della frazione, che domina Amalfi dall'alto;
- Torre Tabor, situata sul Monte Falconcello, appena sotto la Torre di Pogerola;
- Torre saracena della Luna.

### Altro
- Arsenale della Repubblica

### Aree naturali
- Valle dei Mulini, dove sorgevano appunto i mulini per macinare il grano.
- Valle delle Ferriere, continuazione della Valle dei Mulini, solcata dal fiume Canneto, dove sorgevano le ferriere per la produzione della carta, delle quali è rimasta attiva solamente una. Vi cresce una rara specie di felce, la Woodwardia radicans.

## Società

### Evoluzione demografica
Abitanti censiti

### Etnie e minoranze straniere
Secondo i dati ISTAT, al 31 dicembre 2020 la popolazione straniera residente nel comune era di 152 persone (3,1% della popolazione complessiva). La nazionalità maggiormente rappresentata era quella ucraina, con 50 stranieri residenti, seguita da quella rumena, con 21.

### Religione
La maggioranza della popolazione è di religione cristiana di rito cattolico appartenente all'arcidiocesi di Amalfi-Cava de' Tirreni.

### Istituzioni, enti e associazioni
- Centro di Cultura e Storia Amalfitana

## Cultura

### Istruzione

#### Biblioteche
Nei pressi del centro storico è presente una biblioteca comunale gestita dal "Centro di Cultura e Storia Amalfitana"; essa per convenzione è accessibile gratuitamente ai suoi iscritti, a studiosi e agli studenti. All'interno sono conservati libri e manoscritti relativi alla storia locale ed in particolare all'antica società amalfitana nel periodo del suo massimo splendore, quando ancora era una delle quattro repubbliche marinare.

#### Musei
La città è sede di diversi musei:
- Museo civico di Amalfi;

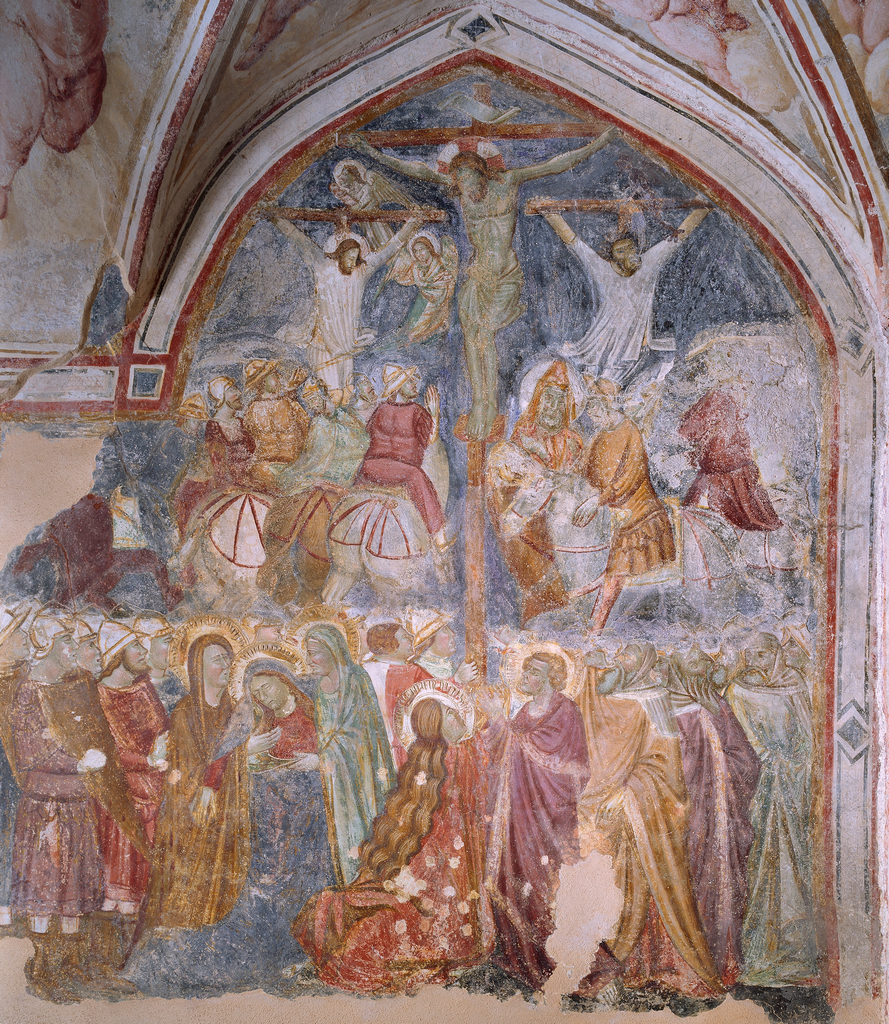
Crocifissione attribuita a Roberto d'Oderisio, Museo Diocesano

- Museo degli Antichi Mestieri e dell'Arte Contadina;
- Museo diocesano;
- Museo della Carta;
- Museo della Bussola e del Ducato marinaro di Amalfi.[19]

### Eventi
- Si svolge ogni quattro anni nel mese di giugno la Regata delle Antiche Repubbliche Marinare. Manifestazione sportiva di rievocazione storica, è stata istituita nel 1955 con lo scopo di rievocare le imprese e la rivalità delle più note Repubbliche marinare italiane: Amalfi, Genova, Pisa e Venezia. È una gara remiera disputata mediante galeoni, ricostruiti su modelli del XII secolo, spinti da otto rematori (su sedile fisso) guidati da un timoniere. La regata è preceduta da un corteo storico, composto da numerosi figuranti che vestono i panni di antichi personaggi che caratterizzarono ciascuna Repubblica.
- Il patrono di Amalfi è sant'Andrea, la cui festa si svolge principalmente in due occasioni: il 26 e 27 giugno e il 30 novembre. La prima infatti è la festa del "patrocinio" e vi si ricorda il miracolo del santo che nel 1544 salvò Amalfi, Minori e Salerno, insieme anche a Santa Trofimena e San Matteo, da un attacco del pirata Ariadeno Barbarossa. Nella seconda occasione si celebra invece la festa liturgica del santo. In entrambe le occasioni, il culmine della manifestazione è rappresentato dalla processione con la tradizionale benedizione del mare in spiaggia e la successiva “Corsa” finale sulle scale del duomo. Essa fu effettuata per la prima volta verso la fine degli anni Quaranta. Si era dimesso da poco l’arcivescovo Ercolano Marini e gli era subentrato temporaneamente quello di Salerno. Questi vietò la benedizione del mare, considerata un rito pagano, e, alla discesa della statua in spiaggia, rottura del suo divieto, proseguì verso la cattedrale senza aspettare i portatori. Allora essi, dopo una veloce benedizione, si precipitarono in cattedrale. All’arrivo in piazza, l’arcivescovo ordinò di chiudere le porte del duomo e i portatori corsero con la statua in un disperato tentativo di entrare, ma la porta si chiuse completamente all’arrivo nell’atrio. Dopo ore di trattative, finalmente si riuscì a far rientrare la statua in chiesa.
- Degne di nota sono anche le processioni via mare ad apertura e chiusura della stagione estiva, in onore di Sant’Antonio e della Madonna di Porto Salvo, che vengono effettuate rispettivamente il 13 giugno e il 12 settembre.
- Altre feste importanti sono in onore di Santa Rita, San Basilio e della Madonna del Rosario, patroni della Valle dei Mulini, che si svolgono rispettivamente il 22 maggio, il 14 giugno, la prima domenica di ottobre ed il 2 dicembre.
- Infine da ricordare sono anche le feste patronali delle frazioni: a Pogerola si festeggiano la Madonna delle Grazie e Santa Marina il 2 ed il 17 luglio, a Lone la Madonna Bambina l'8 settembre, a Vettica la Virgo Potens e San Michele la seconda domenica di luglio e il 29 settembre, a Tovere Sant'Anna, celebrata il 26 luglio.
- Tra i riti della Settimana santa è degna di nota la processione del Venerdì santo. All’arrivo del buio più completo, alla sola luce delle fiaccole e dei lumini, esce dalla cattedrale la processione con le statue del Cristo morto e della Madonna Addolorata. Accompagnata da Sento l’amaro pianto e Veder l’orrenda morte, composizioni scritte dal musicista amalfitano Antonio Tirabassi, e dai ‘Battenti’, uomini incappucciati vestiti di bianco che portano lanterne, la processione si snoda poi per le vie cittadine, per concludersi infine, dopo essere passata per la chiesa di San Nicola, nella chiesetta della confraternita dell’Addolorata, dove si depone il simulacro del Cristo morto, verso il quale si perpetua il devoto rito del bacio dei piedi da parte degli amalfitani.

## Economia

### Agricoltura
Gran parte dei terreni ad uso agricolo è destinato alla produzione del Limone Costa d'Amalfi (IGP).

### Turismo
Il comune è a prevalente economia turistica.

## Infrastrutture e trasporti

### Strade
- Strada statale 163 Amalfitana, principale asse viario di accesso al territorio comunale.
- Strada Regionale 366 (di Agerola) Innesto SS 163 fino al confine della provincia.
- Strada Provinciale 252 Ss. Agerolina-Bivio Acquarola-Tovere di Amalfi, principale accesso alle frazioni di Vettica, Pogerola, Pastena e Lone.

### Porti
Porto turistico di Amalfi con collegamenti passeggeri per Capri, Positano, Maiori, Minori, Cetara e Salerno.

### Mobilità urbana
I trasporti interurbani sono gestiti dalla società Sita Sud.

## Amministrazione
| Periodo           | Periodo           | Primo cittadino   | Partito                       | Carica                  | Note |
| ----------------- | ----------------- | ----------------- | ----------------------------- | ----------------------- | ---- |
| 27 aprile 1997    | 13 maggio 2001    | Luigi Torre       | lista civica Progetto Amalfi  | sindaco                 |      |
| 14 maggio 2001    | 28 maggio 2006    | Antonio De Luca   | lista civica Progetto Amalfi  | sindaco                 |      |
| 29 maggio 2006    | 15 maggio 2011    | Antonio De Luca   | lista civica Progetto Amalfi  | sindaco                 |      |
| 16 maggio 2011    | 5 dicembre 2014   | Alfonso Del Pizzo | lista civica Amalfi da vivere | sindaco                 |      |
| 6 dicembre 2014   | 1 giugno 2015     | Giuseppe Castaldo |                               | commissario prefettizio |      |
| 2 giugno 2015     | 21 settembre 2020 | Daniele Milano    | lista civica Liberi           | sindaco                 |      |
| 22 settembre 2020 | in carica         | Daniele Milano    | lista civica Liberi           | sindaco                 |      |

### Altre informazioni amministrative
Il comune ha fatto parte della Comunità Montana Penisola Amalfitana fino al 2008, anno della soppressione dell'ente.
Le competenze in materia di difesa del suolo sono delegate dalla Campania all'Autorità di bacino regionale Destra Sele.

## Sport
La principale squadra di calcio è la società F.C. Costa d'Amalfi, fondata nel 1996, che ha disputato tutti i campionati dilettantistici regionali minori sino ad arrivare, nella stagione 2016/2017, in Eccellenza dove poi ottiene, nel campionato 2023/24, la sua prima promozione in Serie D.
Ha sede nel comune la squadra di canoa polo del Circolo Canottieri Antonio Offredi A.S.D. che partecipa al campionato nazionale di serie A.